# Upper and Lower Viscount Estates
Upper and Lower Viscount Estates est une communauté située dans la province d'Alberta, dans le centre.